# Autoroute A 821
Die Autoroute A 821 war eine französische Autobahn, die die Städte Carquefou an der Autobahn A 11 und Sautron an der A 82 an der nördlichen Peripherie von Nantes miteinander verband. Im Jahr 1996 wurde sie vollständig in einen Teil der A 11, der A 844 und in einen Teil der A 82 umgewidmet.